# Power (1986)
Power is een Amerikaanse film uit 1986 geregisseerd door Sidney Lumet. De hoofdrollen worden vertolkt door Richard Gere en Julie Christie.

## Verhaal
Pete St. John is een machtige en succesvolle politieke raadgever en heeft overal klanten. Zijn langdurige vriend en klant senator Hastings besluit op te houden met politiek. Pete heeft de opdracht de verkiezingscampagne te verzorgen van zijn opvolger, de mysterieuze zakenman Jerome Cade.

## Rolverdeling
| Acteur            | Personage        |
| ----------------- | ---------------- |
| Richard Gere      | Pete St. John    |
| Julie Christie    | Ellen Freeman    |
| Gene Hackman      | Wilfred Buckley  |
| Kate Capshaw      | Sydnet Betterman |
| Denzel Washington | Arnold Billing   |
| E.G. Marshall     | Sam Hastings     |
| Beatrice Straight | Claire Hastings  |
| Fritz Weaver      | Wallace Furman   |
| Michael Learned   | Andrea Stannard  |
| J.T. Walsh        | Jerome Cade      |

## Prijzen en nominaties
- 1987 - Razzie
  - Genomineerd: Slechtste vrouwelijke bijrol (Beatrice Straight)
- 1988 - Image Award
  - Gewonnen: Beste mannelijke bijrol (Denzel Washington)